# شارينا فان دورت
شارينا فان دورت (بالهولندية: Sharina van Dort) مواليد 18 أكتوبر 1988 في زفوله، هي لاعبة كرة يد هولندية تلعب كجناح أيسر. مثلت منتخب هولندا لكرة اليد للسيدات.

## سجل المنافسة
شاركت في البطولات التالية:
- بطولة العالم لكرة اليد للسيدات 2013

## روابط خارجية
- شارينا فان دورت على موقع الاتحاد الأوروبي لكرة اليد (الإنجليزية)